# Jérôme François Flahaut
Jérôme François Flahaut, comte de La Billarderie (né en 1672 et mort le 27 août 1761), est un général français.

## Carrière militaire
En 1690, il est capitaine de cavalerie du régiment de la Vallière puis entre à la compagnie de Duras des gardes du corps du roi en 1700. Il devient colonel en 1703, aide-major en 1707, brigadier en 1710, maréchal de camp en 1710 puis lieutenant général en 1734.
Il est gouverneur de Saint-Quentin et il obtient la croix de Saint-Louis en 1738. Il est le frère de César de Flahaut.